# Eduard Oliva
Eduard Oliva (19. července 1905, Bern – 18. listopadu 1972, Liberec) byl český římskokatolický kněz a čelný představitel Sdružení katolických duchovních Pacem in terris spolupracujícího s komunistickým režimem. Působil také jako probošt Katedrální kapituly u sv. Štěpána v Litoměřicích (od roku 1951), generální vikář litoměřické diecéze (1950–1953) a následně její kapitulní vikář (1953–1968).

## Život
Pocházel z dobře zajištěné a vzdělané rodiny. V letech 1927–1928 se angažoval v Národní obci fašistické, po rozchodu s ní přispíval na činnost tzv. Ukrajinské národní vlády vedené Nikiforem Horbanjukem, po určitou dobu byl dokonce jejím členem. Kněžské svěcení přijal 16. června 1935 v Praze z rukou kardinála Kašpara, poté byl ustanoven kaplanem ve farnosti u kostela Matky Boží před Týnem a knězem zajišťujícím duchovní správu České dětské nemocnice. Od roku 1939 působil jako ředitel Národního ústředí sociální a zdravotní péče, které zastřešovalo katolické i nekatolické charitativní spolky. Po zatčení Msgre. Otto Stanovského byl v letech 1942 až 1945 také předsedou protektorátního Říšského ústředí svazů katolické charity. V roce 1945 byl jmenován předsedou Ústředí svazů české katolické charity v Čechách a na Moravě. Během druhé světové války ilegálně pomáhal obětem nacismu, za což byl v roce 1946 vyznamenán medailí Za zásluhy a Československým válečným křížem 1939. Po druhé světové válce pomáhala Charita pod jeho vedením při návratu desetitisíců vězňů z koncentračních táborů; tato jeho činnost byla oceněna titulem monsignore, který získal v roce 1947.
Po Únoru 1948 se Oliva stal členem KSČ a později i spolupracovníkem StB. V roce 1949 onemocněl a rezignoval na funkci ředitele Charity. Nebyl přidělen do žádné diecéze, protože teologii vystudoval na své náklady, ale přihlásil se do litoměřické diecéze. Tam od 1. května 1950 pracoval jako administrátor ve Smržovce, odkud spravoval excurrendo i farnost Albrechtice v Jizerských horách. Aktivně se účastnil činnosti prorežimního Mírového hnutí katolického duchovenstva, v němž získal 8. prosince 1950 jednu z vedoucích funkcí.
V prosinci 1950 byl Státním úřadem pro věci církevní (SÚC) vnucen biskupu Štěpánu Trochtovi jako generální vikář litoměřické diecéze. V únoru 1951 se stal kanovníkem litoměřické kapituly a od 12. července 1951 až do své smrti byl také jejím proboštem. Když byl Štěpán Trochta režimem internován a izolován, řídil namísto něj jako ordinář od 1. května 1952 diecézi, od 17. ledna 1953 do 1. září 1968 pak byl z pověření SÚC jejím kapitulním vikářem. V roce 1955 mu Cyrilometodějská bohoslovecká fakulta udělila čestný doktorát teologie, téhož roku obdržel také vyznamenání Za zásluhy o výstavbu za svou činnost v Mírovém hnutí katolického duchovenstva.
Když Československo v polovině 60. let 20. století jednalo s Vatikánem o jmenování nových biskupů, Svatý stolec rozhodně odmítl jmenování Olivy biskupem, jak požadovala československá delegace, což vedlo k neúspěchu těchto jednání. Po návratu Štěpána Trochty na biskupský stolec 1. září 1968 odešel Oliva do Mařenic a požádal o penzionování. Těžce onemocněl a 18. listopadu 1972 zemřel v liberecké nemocnici. Pohřben byl 27. listopadu 1972 do kapitulní hrobky na litoměřickém hřbitově.